# نیوارک (اوهایو)
نیوارک(به انگلیسی: Newark) شهری در ایالت اوهایو کشور ایالات متحده آمریکا است که جمعیت آن در سرشماری سال ۲۰۱۰ میلادی، ۴۷٬۵۷۳ نفر بوده‌است.